# Oikos International
oikos International - students for sustainable economics and management ist eine internationale Studentenorganisation (Nichtregierungsorganisation), die das Bewusstsein für nachhaltige Entwicklung unter den zukünftigen Entscheidungsträgern stärken soll, indem versucht wird, Studenten für langfristiges, umsichtiges Denken zu sensibilisieren. In der Praxis umfasst die Arbeit von oikos u. a. die Organisation von Vorträgen, Konferenzen, Exkursionen, Podiumsdiskussionen, Planspielen und Workshops.

## Geschichte
oikos wurde 1987 als lokale Studenteninitiative an der Universität St. Gallen in der Schweiz von den Studenten Paschen von Flotow, Kalle Gernandt, Athos Staub und Guido Boller gegründet. Dem Gründungsbeirat gehörten Hans Christoph Binswanger und Hans Ulrich an. Sie wurde ursprünglich unter dem Namen „oikos - Die umweltökonomische Studenteninitiative an der Universität St. Gallen“ geführt, wobei der Fokus auf Umweltthemen in der Wirtschaft lag. Während der nächsten Jahre hat oikos sein Angebot auf Vorträge, Workshops und Konferenzen ausgeweitet, um Umweltthemen in die Lehrpläne der wirtschaftswissenschaftlichen Studiengänge zu integrieren. oikos wurde eine treibende Kraft für die Gründung vieler Organisationen, namentlich die „ÖBU - Schweizerische Vereinigung für ökologisch bewusste Unternehmensführung“, die „oikos Foundation“ und das „Institut für Wirtschaft und Ökologie“ an der Universität St. Gallen.
Die „Oikos - Stiftung für Oekonomie und Oekologie“ wurde im Jahr 1990 gegründet.
1997 begann oikos seine Aktivitäten auf internationaler Ebene auszuweiten und das ökologische und soziale Bewusstsein nicht nur unter den Studenten in St. Gallen zu stärken, sondern auch in den Fakultäten für Wirtschaft und Management in aller Welt. Im Laufe dieses Prozesses erweiterte oikos seinen Fokus auf soziale Themen in der Wirtschaft.
1998 wurden vier neue Chapter (lokale Gruppen) gegründet: oikos Köln, oikos Prag,
oikos International als Dachorganisation, mit dem Hauptsitz in St. Gallen. Seitdem kamen viele neue Chapter hinzu und andere haben sich wieder aufgelöst. Dennoch ist oikos International ein stabiles Netzwerk mit zurzeit 30 Chaptern von denen sich die meisten in Europa befinden. Seit 2006 treffen sich die Repräsentanten der Chapter und der oikos Foundation regelmässig mit dem Präsidenten und dem Vorstand von oikos International, um weitere Ziele zu diskutieren. Im Jahr 2009 existierten 30 Chapter auf 4 Kontinenten, in denen sich Studenten für oikos engagieren.

## Ziele
Die Handlungskompetenz der zukünftigen Entscheidungsträger hinsichtlich nachhaltiger Entwicklung zu steigern ist das Hauptziel von oikos. Um dieses Ziel zu erreichen will oikos:
- die Aufmerksamkeit auf nachhaltige Alternativen und Herausforderungen mit Augenmerk auf Studenten der Wirtschaftswissenschaften und Managements fördern
- nicht nur ihre Fähigkeiten der langfristigen Analyse von ökonomischen, ökologischen und sozialen Trends unterstützen, sondern auch nachhaltig getriebene Innovationen implementieren
- eine institutionelle Unterstützung für diese Lernprozesse schaffen, mittels der Integration von nachhaltigen Themen in die Lehre und Forschung

## Etymologie des Namens
oikos ist der griechische Wortstamm von „Ökonomie“ und „Ökologie“. Das Wort wurde als Name gewählt, um diese beiden Begriffe zu vereinen. Oikos (altgriechisch οἶκος) war im antiken Griechenland die Hausgemeinschaft bzw. das Haus und bildete den Mittelpunkt des Lebens.

Der Begriff „Ökonomie“ leitet sich vom altgriechischen Wort οἰκονόμος (oíkonomos) ab. Es besteht aus dem altgriechischen οἶκος (oíkos) „Haus“ und νόμος (nomos) „Gesetz“, und bedeutet Haushälter oder Wirt, was die Verbindung zum Begriff „Wirtschaft“ herstellt. 

Die „Ökologie“, vom altgriechischen οίκος (oíkos) „Haus/Haushalt“ und λόγος (logos) „Lehre“, die exakte Übersetzung meint also die „Lehre vom Haushalt “, meint heute aber meist die Teildisziplin der Biologie, die sich mit der Umwelt beschäftigt, und wird häufig mit dem Umweltschutz verwechselt.

## Über nachhaltiges Wirtschaften
Die allgemeingültige Definition von Nachhaltigkeit (engl. Sustainable Economics and Management) aus dem Brundtland-Bericht von 1987 besagt, dass nachhaltige Entwicklung den Bedürfnissen der heutigen Generation entspricht, ohne die Möglichkeiten zukünftiger Generationen zu gefährden, ihre eigenen Bedürfnisse zu befriedigen und ihren Lebensstil zu wählen. Folglich begegnet die Wirtschaft der Herausforderung die durch ihre Prozesse verursachten Schäden zu minimieren, und dabei ökonomische, ökologische und soziale Werte zu schaffen. Aus der Sicht von oikos muss die Lücke zwischen Nachhaltigkeitsaspekten in der Ausbildung, die von innovativen Betrieben gefordert wird und dem faktischen Lehrangebot vieler Wirtschaftshochschulen, geschlossen werden. oikos möchte Studenten der Wirtschaftswissenschaften und des Managements für die Herausforderung „Nachhaltigkeit“ vorbereiten.

## Organisationsstruktur
Die praktische Arbeit von oikos erfolgt unter dem Dach des internationalen Netzwerks „oikos International“ in lokalen Arbeitsgruppen, genannt „Chapter“. Dadurch verbindet oikos globales Denken mit lokalem Handeln, frei nach dem Motto „Think global, act local!“.

### Die Arbeitsgruppen
Die auf der ganzen Welt verteilten, einzelnen Chapter sind einer Hochschule zugeordnet, wobei die Mitglieder nicht zwingend an dieser Hochschule studieren müssen. Die Chapter sind selbstständige Rechtsträger (in Deutschland eingetragene Vereine), deren Satzungen mit der Satzung von oikos International konform sind. Jedes Chapter wird von einem, jährlich in der Mitgliederversammlung gewählten, Vorstand geleitet und von einem Beirat unterstützt, dessen Mitglieder meist alle 2 Jahre gewählt werden. Zur Sicherung der Stabilität der einzelnen Chapter müssen diese gewisse Bedingungen erfüllen, die in der Satzung von oikos International vorgeschrieben sind. Daher ist ein neu entstandenes Chapter zunächst „Chapter in accession“, bis es die Stabilität erreicht hat, die es für eine nachhaltige und erfolgreiche Arbeit braucht. Über die Aufnahme eines neuen Chapters und den Statuswechsel vom „Chapter in accession“ zum „Chapter“ entscheiden die Vertreter aller Chapter auf dem „Legislative Meeting“. Dies ist die internationale Mitgliederversammlung, die während eines der halbjährlichen internationalen Treffen stattfindet. Zweimal jährlich, in Frühjahr und Herbst, treffen sich Mitglieder aller Chapter zum „Spring Meeting“ bzw. „Autumn Meeting“. Das Treffen wird am Standort eines Chapters ausgetragen und auch von diesem in Zusammenarbeit mit oikos International organisiert.

### oikos International
oikos International ist die Dachorganisation von oikos, die vom internationalen Vorstand („Executive Board“) und der Präsidentin bzw. dem Präsidenten geleitet wird. Es gibt, wie den lokalen Chaptern auch, einen internationalen Beirat („Advisory Council“). Finanziell wird oikos International von der oikos Foundation getragen. Die Mitglieder von oikos International bleiben weiterhin Mitglieder oder Alumni ihrer lokalen oikos Chapter.
Die Aufgaben von oikos International sind die Koordination der Arbeit zwischen den einzelnen Chaptern und die Verbindung zwischen lokaler und internationaler Ebene. Ausserdem wird die Gründung neuer Chapter und Stabilisierung der bestehenden Chapter unterstützt. Konkret wird dies durch Seminare, finanzielle Unterstützung, Kooperationsprojekte auf internationaler Ebene und Kontakten zu Schlüsselpersonen der Region realisiert.

## Die lokalen oikos Chapter

### Europa
Belgien
- oikos Brüssel, ICHEC Brussels Management School

Deutschland

oikos Bayreuth, Universität Bayreuth 

oikos Clausthal, Technische Universität Clausthal

oikos Hamburg, Universität Hamburg 

oikos Konstanz, Universität Konstanz 

oikos Köln, Universität zu Köln 

oikos Leipzig, Universität Leipzig 

oikos Paderborn, Universität Paderborn 

oikos Reutlingen, Hochschule Reutlingen 

oikos Tübingen, Eberhard-Karls-Universität Tübingen 

oikos Witten/Herdecke, Universität Witten/Herdecke 

Frankreich

oikos Paris, ESSEC 

oikos Reims, Reims Management School 

Vereinigtes Königreich

oikos Belfast, Queen’s University Belfast 

oikos London, London School of Economics (LSE) 

Kroatien

oikos Zagreb, Universität Zagreb 

Österreich

oikos Graz, Karl-Franzens-Universität Graz 
oikos Vienna, Wirtschaftsuniversität Wien
Polen

oikos Opole, Universität Oppeln 

oikos Warschau, Handelshochschule Warschau 

Niederlande

oikos Maastricht, Maastricht University

oikos Nyenrode, Nyenrode Business Universiteit 

Norwegen

oikos Oslo, Norwegian School of Management BI 

Russland

oikos Moskau, Universität Moskau

Schweiz

oikos Lausanne, Universität Lausanne 

oikos St. Gallen, Universität St. Gallen 

Slowakei

oikos Bratislava, Universität Bratislava 

Spanien

oikos Barcelona, ESADE Business School 

Tschechien

oikos Prag, Wirtschaftsuniversität Prag (VSE) 

Ungarn

oikos Budapest, Central European University 

### Weltweit
Bangladesch

oikos Dhaka, BRAC and North-South-University Dhaka 

oikos Sylhet, Beanibazar Government College 

Indien

oikos Ahmedabad, CEPT University

oikos Chennai, University of Madras 

oikos Kochi, 

oikos Kolkata, Indian Institute of Management 

oikos New Delhi, Jawaharlal Nehru University 

Liberia

oikos Monrovia, University of Liberia 

Südafrika

oikos Johannesburg, University of the Witwatersrand 

USA

oikos Ashland, Northland College

oikos Penn, University of Pennsylvania